# Rhasidat Adeleke
Rhasidat Adeleke, née le 29 août 2002, est une athlète irlandaise, spécialiste des épreuves de sprint.

## Biographie
Rhasidat Adeleke naît à Dublin en 2002 de parents nigérians. Elle est membre du Tallaght Athletic Club.

### Carrière junior
En 2017, à l'âge de 14 ans, elle remporte la médaille d'argent du 200 m lors du Festival olympique de la jeunesse européenne à Győr en Hongrie. L'année suivante, elle est titrée sur 200 m lors des championnats d'Europe jeunesse 2018, compétition réservée aux athlètes de moins de 18 ans, et remporte par ailleurs une médaille d'argent sur 4 × 100 m aux championnats du monde juniors après avoir pris part aux séries. En 2019, elle réalise le doublé 100 m/200 m lors du Festival olympique de la jeunesse européenne à Bakou.
Encore âgée de 18 ans, elle remporte son premier titre national senior en extérieur, à Dublin sur 100 m, en 11 s 29. Elle réussit le doublé 100/200 mètres lors des championnats d'Europe juniors de 2021, à Tallinn en Estonie.
Étudiante à l'Université du Texas, elle établit le 2 avril 2022 à College Station un nouveau record d'Irlande du 200 m en 22 s 59 et remporte cette même année le titre NCAA sur 4 × 100 m. Elle s'incline en demi-finale du 400 m des championnats du monde 2022 à Eugene. Elle participe ensuite aux championnats d'Europe 2022 à Munich et se classe 5e de l'épreuve du 400 m après avoir porté le record d'Irlande à 50 s 53.

### Records nationaux

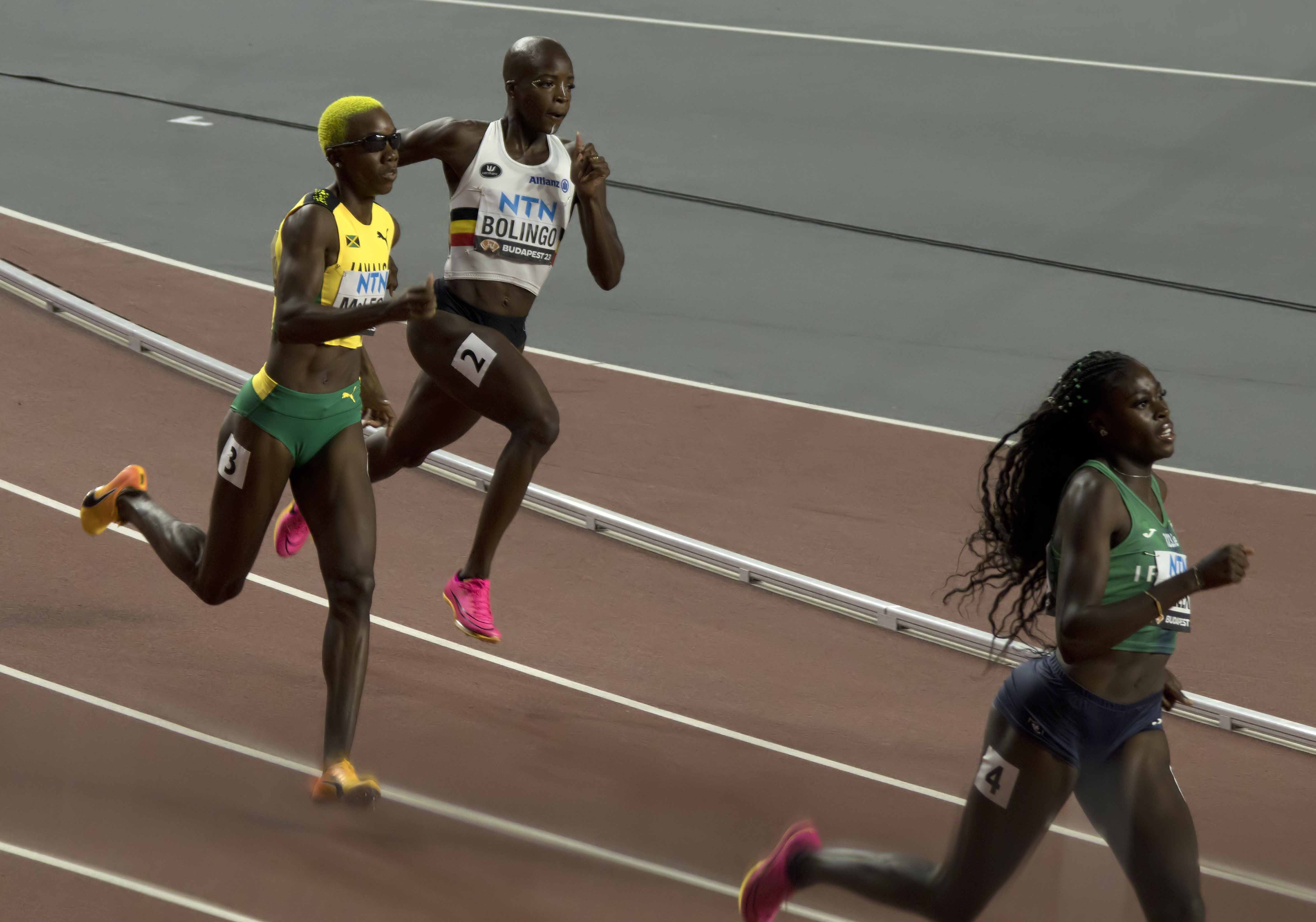
Rhasidat Adeleke (à droite) lors de la finale des championnats du monde 2023.

En début de saison 2023, Rhasidat Adeleke améliore les records d'Irlande en salle du 200 m (22 s 52) et du 400 m (50 s 33). respectivement à Albuquerque et Lubbock aux États-Unis. Le 15 avril 2023 à Gainesville, elle descend pour la première fois sous les 50 secondes sur 400 m en réalisant le temps de 49 s 90. Lors des championnats NCAA à Austin, elle bat son record personnel en demi-finale (49 s 86), et remporte deux jours plus tard le titre universitaire en abaissant ce record à 49 s 20. Ce temps constitue la meilleure performance d'une athlète européenne depuis la saison 2012.
Adeleke prend part à l'épreuve du 400 mètres lors des championnats du monde 2023 à Budapest et se classe quatrième de la finale en 50 s 13, derrière Marileidy Paulino, Natalia Kaczmarek et Sada Williams.
Lors des relais mondiaux 2024, elle remporte la médaille de bronze du 4 × 400 m mixte.
Elle devient championne d'Europe sur cette même épreuve et vice-championne d'Europe du 400 m en 49 s 07, nouveau record national, derrière la Polonaise Natalia Kaczmarek.

## Palmarès
| Date | Compétition                    | Lieu     | Résultat | Épreuve         | Temps                    |
| ---- | ------------------------------ | -------- | -------- | --------------- | ------------------------ |
| 2018 | Championnats d'Europe jeunesse | Győr     | 1re      | 200 m           | 23 s 52                  |
| 2018 | Championnats du monde juniors  | Tampere  | 1re      | 4 × 100 m       | Participation aux séries |
| 2021 | Championnats d'Europe juniors  | Tallinn  | 1re      | 100 m           | 11 s 34                  |
| 2021 | Championnats d'Europe juniors  | Tallinn  | 1re      | 200 m           | 22 s 90                  |
| 2022 | Championnats d'Europe          | Munich   | 5e       | 400 m           | 50 s 53                  |
| 2022 | Championnats d'Europe          | Munich   | 6e       | 4 × 400 m       | 3 min 26 s 63            |
| 2023 | Championnats du monde          | Budapest | 4e       | 400 m           | 50 s 13                  |
| 2024 | Relais mondiaux                | Nassau   | 3e       | 4 × 400 m mixte | 3 min 11 s 53            |
| 2024 | Championnats d'Europe          | Rome     | 2e       | 400 m           | 49 s 07                  |
| 2024 | Championnats d'Europe          | Rome     | 2e       | 4 × 400 m       | 3 min 22 s 71            |
| 2024 | Championnats d'Europe          | Rome     | 1re      | 4 × 400 m mixte | 3 min 9 s 92             |
| 2024 | Jeux olympiques                | Paris    | 4e       | 400 m           | 49 s 28                  |
| 2024 | Jeux olympiques                | Paris    | 4e       | 4 × 400 m       | 3 min 19 s 90            |

## Records
| Épreuve      | Performance  | Lieu         | Date            |              |
| En plein air | En plein air | En plein air | En plein air    | En plein air |
| ------------ | ------------ | ------------ | --------------- | ------------ |
| 100 m        | 11 s 13 (NR) | Dublin       | 30 juin 2024    |              |
| 200 m        | 22 s 34 (NR) | Gainesville  | 14 avril 2023   |              |
| 400 m        | 49 s 07 (NR) | Rome         | 10 juin 2024    |              |
| En salle     |              |              |                 |              |
| 60 m         | 7 s 17 (NR)  | Birmingham   | 11 mars 2022    |              |
| 200 m        | 22 s 52 (NR) | Albuquerque  | 21 janvier 2023 |              |
| 400 m        | 50 s 33 (NR) | Lubbock      | 25 février 2023 |              |